# Mashū (jezioro)
Mashū (jap. 摩周湖 Mashū-ko) – jezioro wulkaniczne w Japonii, położone w Parku Narodowym Akan, na wyspie Hokkaido.